# 曾天节
曾天节（1906年—1995年），男，广东五华人，中华人民共和国军事人物、政治人物，曾任广东省政协副主席，第五届全国政协委员。